# Wong Tang Tat
Wong Tang Tat es un deportista hongkonés que compitió en esgrima en silla de ruedas. Ganó una medalla de bronce en los Juegos Paralímpicos de Londres 2012 en la prueba de florete por equipos (clase abierta).

## Palmarés internacional
| Juegos Paralímpicos | Juegos Paralímpicos   | Juegos Paralímpicos | Juegos Paralímpicos               |
| Año                 | Lugar                 | Medalla             | Prueba                            |
| ------------------- | --------------------- | ------------------- | --------------------------------- |
| 2012                | Londres (Reino Unido) | Medalla de bronce   | Florete por equipos clase abierta |